# Municipio de Mayfield (condado de Grand Traverse)
El municipio de Mayfield (en inglés: Mayfield Township) es un municipio ubicado en el condado de Grand Traverse en el estado estadounidense de Míchigan. En el año 2010 tenía una población de 1550 habitantes y una densidad poblacional de 16,6 personas por km².

## Geografía
El municipio de Mayfield se encuentra ubicado en las coordenadas 44°33′46″N 85°37′31″O / 44.56278, -85.62528. Según la Oficina del Censo de los Estados Unidos, el municipio tiene una superficie total de 93.36 km², de la cual 93,04 km² corresponden a tierra firme y (0,34 %) 0,32 km² es agua.

## Demografía
Según el censo de 2010, había 1550 personas residiendo en el municipio de Mayfield. La densidad de población era de 16,6 hab./km². De los 1550 habitantes, el municipio de Mayfield estaba compuesto por el 97,87 % blancos, el 0,32 % eran afroamericanos, el 0,26 % eran amerindios, el 0,32 % eran asiáticos, el 0,19 % eran isleños del Pacífico y el 1,03 % eran de una mezcla de razas. Del total de la población el 0,39 % eran hispanos o latinos de cualquier raza.